# یوسی۳ ناتیلوس
یوسی۳ ناتیلوس (به انگلیسی: UC3 Nautilus) یک کشتی است که طول آن ۱۷٫۷۶ متر (۵۸ فوت ۳ اینچ) می‌باشد. این کشتی در سال ۲۰۰۹ ساخته شد.